# Riel cambogiano
Il riel (khmer: រៀល, symbol ៛) è la valuta della Cambogia. Ci sono stati due distinti riel, il primo emesso tra il 1953 ed il maggio 1975, ed il secondo dal 1º aprile 1980. In Cambogia, anche il dollaro statunitense è ampiamente usato.
Tra il 1975 ed il 1980 il paese non ha avuto sistema monetario (cfr. storia della Cambogia).
Per le precedenti monete cambogiane vedi Tical cambogiano e Franco cambogiano.

## Primo riel (1953-1975)
Nel 1953 la sezione cambogiana dello Institut d'Emission des Etats du Cambodge, du Laos et du Vietnam emise banconote con la doppia denominazione in piastre e riel. Contemporaneamente le altre due sezioni attuarono procedure simili con il đồng nel Vietnam del Sud e con il kip nel Laos. Il riel inizialmente fu suddiviso in 100 centimes (abbreviato come cent. sulle monete) ma nel 1959 fu modificato il 100 sen (េសន). Inizialmente il riel e la piastra circolarono uno accanto all'altra. Le prime banconote in riel avevano anche l'indicazione in piastre.

### Monete
Le monete da 10, 20 e da 50 centime del 1953 e quelle espresse in sen furono coniate in alluminio e avevano le stesse misure delle corrispondenti monete in att e xu (o su) del Laos e del Vietnam del Sud (anche se senza il foro delle monete laotiane).
Una moneta da un 1 riel che aveva all'incirca le stesse dimensioni del nickel statunitense doveva essere emessa nel 1970 ma non fu posta in circolazione forse perché il governo di Norodom Sihanouk fu fatto cadere da Lon Nol.

### Banconote
Dopo la prima emissione di banconote con i valori espressi in riel e piastre (che sono estremamente simili a quelle del Laos e del Vietnam del Sud), un riel realmente indipendente fu emesso dalla National Bank of Cambodia nel 1955. La Cambogia emise numerose serie di banconote con i tagli da 1, 5, 10, 20, 50, 100 e 500 riel. Banconote da 1 000 e 5 000 riel furono stampate ma non messe in circolazione. (La banconota da 5 000 riel ha visto la luce solo recentemente.)
Il disegno delle banconote comprendeva molti temi della vita, storia e mitologia cambogiane.

## Khmer Rossi (1975-1980)
Anche se i Khmer rossi inizialmente stamparono banconote nei tagli da 0,1, 0,5, 1, 5, 10, 50 e 100 riel, datate 1975, queste non furono poi mai messe in circolazione dopo che avevano preso il controllo del paese. La Cambogia comunista divenne così l'unico Paese nel mondo ad abolire il denaro, sostituito da un sistema di distribuzione pianificata a punti e nella quale era praticato usualmente il baratto.

## Secondo riel (1980-)
Dopo l'invasione vietnamita nel 1978, il riel fu ristabilito come valuta cambogiana il 1º aprile 1980, inizialmente con un valore di 4 riel = 1 dollaro statunitense. Fu suddiviso in 10 kak (កាក់) o 100 sen. Poiché non esisteva denaro da sostituire e l'economia era completamente distrutta, il governo centrale decise di regalare la nuova moneta alla popolazione per incoraggiarne l'uso.
Nelle aree rurali il riel è usato per tutti i tipi di transazioni, piccole o grandi.
Tuttavia è anche usato il dollaro statunitense, in particolare nella cambogia urbana e nelle aree turistiche. A Battambang e nelle altre aree vicino al confine thailandese, come Pailin, viene anche accettato il baht thailandese.

### Monete
La prima moneta è stata quella da 5 sen, coniata nel 1979 e fatta di alluminio. Non sono state coniate altre monete fino al 1994, quando sono stati introdotti i pezzi da 50, 100, 200 e 500 riel. Tuttavia queste emissioni non si trovano più in circolazione.

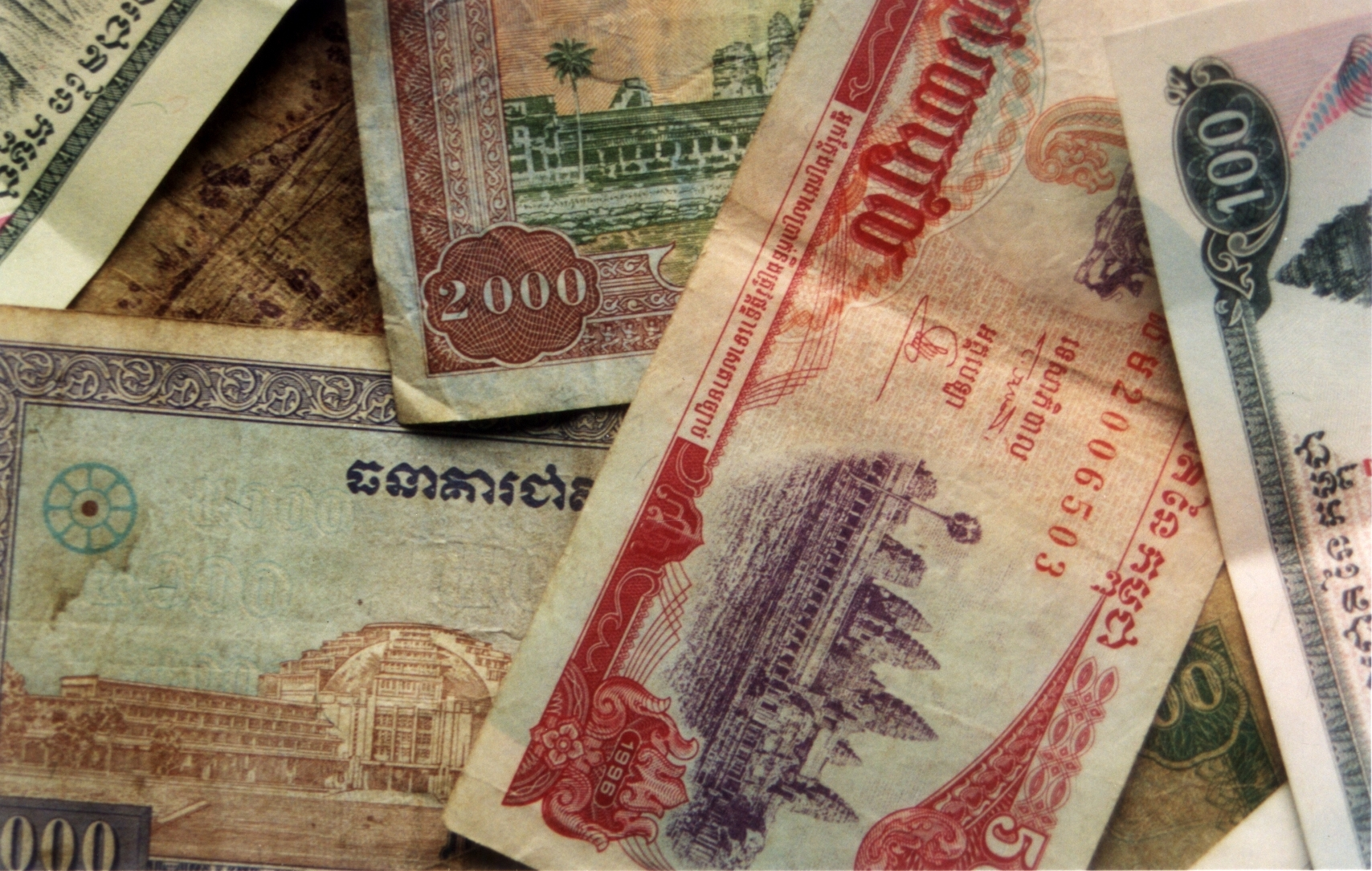
Varie banconote del 2000

### Banconote
Nel 1980 sono state emesse banconote nei tagli da 1, 2 e 5 kak e da 1, 5, 10, 20 e 50 riel. Negli anni 1990 furono emessi i tagli di maggior valore quando ci fu il collasso dell'economia asiatica. Furono stampate le banconote da 50, 100, 200, 500, 1000 e 2000 riel, anche se non tutte furono poste in circolazione.
Le successive emissioni di banconote da metà del 1995 andavano da 100 fino a 100 000 riel. Tuttavia i biglietti sopra i 10 000 riel sono poco comuni.
La più recente serie di banconote, gradualmente introdotte dal 2001 al 2007, è costituita da 50 (2002), 100 (2001), 500 (2002, 2004), 1000 (2005, 2007), 2000 (2007), 5000 (2001, 2004), 10.000 (2001, 2005) e 50.000 (2001) riel.